# Sichongxi-Thermalbad

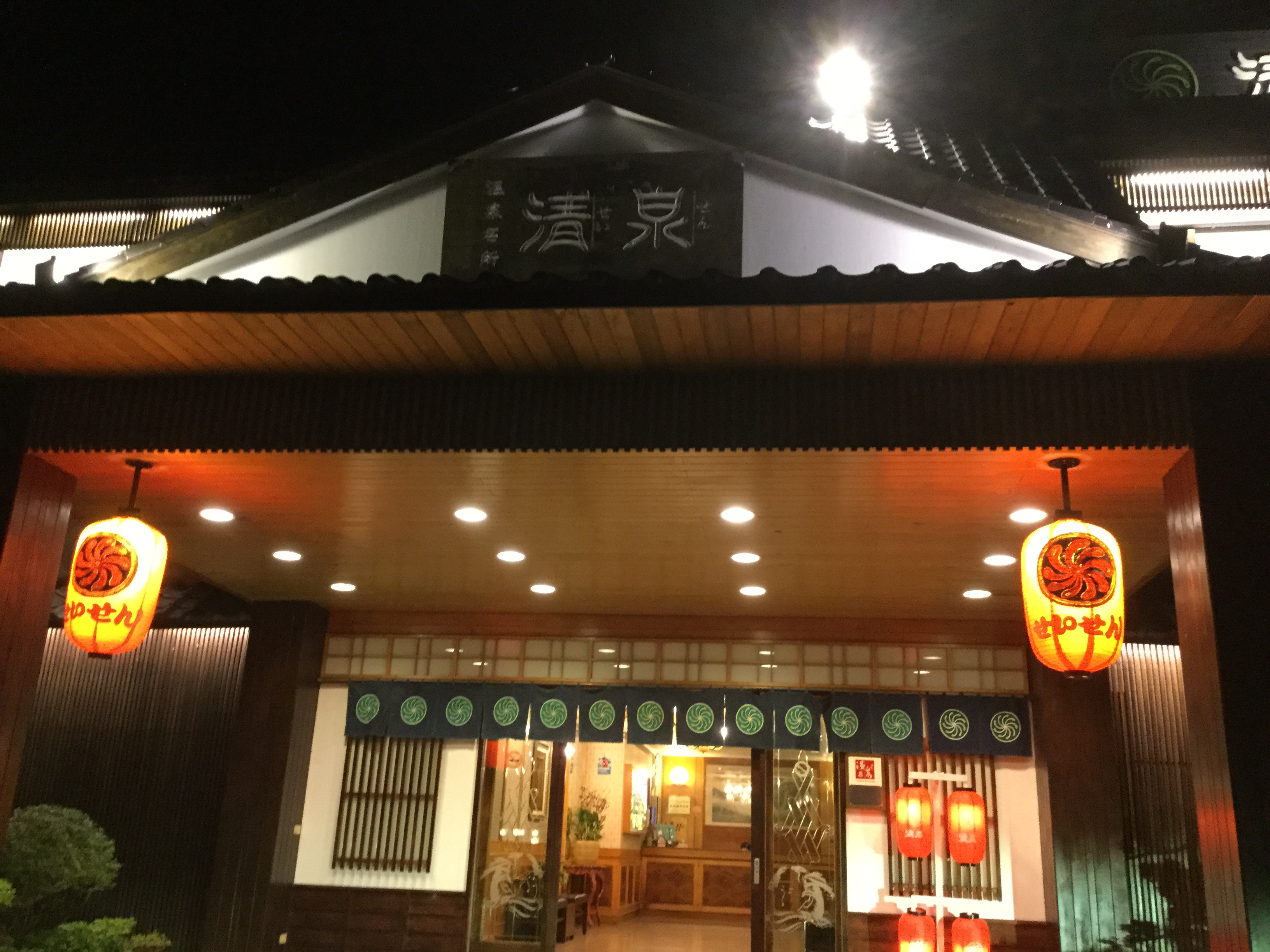
Eingang zum Qingquan-Themalbad-Hotel

Das Sichongxi-Thermalbad (chinesisch 四重溪溫泉, Pinyin Sìchóngxī wēnquán) ist ein touristisch erschlossenes Thermalbad in der Gemeinde Checheng im Landkreis Pingtung, im Süden Taiwans. Der Name rührt von dem nahegelegenen Fluss Sichongxi her.

## Geschichte
Die Thermalquellen wurden erstmals zur Zeit der japanischen Herrschaft über Taiwan (1895–1945) touristisch erschlossen. Berühmt wurden sie durch den Besuch des japanischen Prinzen Takamatsu, der hier im Jahr 1930 seine Flitterwochen verbrachte. Für den Aufenthalt des Prinzen wurde ein Bad aus Scheinzypressenholz und Marmor errichtet, das bis heute erhalten wurde und zu den Hauptattraktionen des Gebietes zählt.

## Eigenschaften der Thermalquellen
Die Thermalquellen speisen sich aus dem Taiwanischen Zentralgebirge, an dessen westlichen Ausläufern sie liegen. Das Wasser ist trinkbar und reich an Mineralien und Natriumhydrogencarbonat. Dem Wasser wird heilende Wirkung nachgesagt. Seine Temperatur beträgt ganzjährig 50–60 °C, bei einem pH-Wert von 7,62. Viele der Badeanlagen befinden sich im Freien, so dass die Badegäste den Blick auf die Landschaft genießen können. In jüngerer Zeit wurden um die Thermalbäder Parks für Spaziergänger angelegt, in denen sich viele Schmetterlinge beobachten lassen.